# Huang Qi
Huang Qi (cinese: 黃琦; 7 aprile 1963) è un attivista nella difesa dei diritti civili cinese, e per questo imprigionato dal giugno 2000 al giugno 2005.

## Biografia
Huang è un diplomato in elettronica della Università di Sichuan, pioniere di internet in Cina oltre che proprietario e webmaster di un sito internet che raccoglieva notizie sulle persone scomparse in Cina.

## 64Tianwang.com
Huang insieme alla moglie Zeng Li originaria di Chengdu nello Sichuan, misero su e registrarono il loro sito web, www.64tianwang.com, nel giugno 1998. I numeri 6-4 nel nome sono un chiaro riferimento al 4 giugno (1989), giorno della sanguinosa repressione della Protesta di piazza Tiananmen. A pagamento i suoi utenti potevano inserirvi informazioni su amici e familiari scomparsi. Molte erano le ragazze rapite per essere vendute a scopo di matrimonio.
Huang gestiva il sito, aiutava a decidere il contenuto ed investigava direttamente sui casi. In questo modo riuscì a liberare diverse ragazze. Il sito ottenne elogi da molti organi di informazioni cinesi – China Youth Daily lo definì uno degli eventi internet più significativi del 1999 – mentre i giornalisti si incontravano con Huang per imparare come "raccontare le sofferenze del popolo".

## Detenzione
Huang fu arrestato il 3 giugno 2000 (non a caso il giorno prima dell'11º anniversario della repressione dei fatti di piazza Tiananmen), accusato di inserire sul suo sito web articoli sulle proteste scritte da dissidenti residenti all'estero: sul sito web pubblicavano movimenti indipendentistici nella regione autonoma dello Xinjiang Uighur e Falun Gong.
Fu imprigionato nel luglio del 2000 al centro di detenzione n. 1 a Chengdu. Compagni di cella hanno raccontato che era picchiato sistematicamente e gli venivano negate le cure mediche di cui aveva bisogno. Alla fine Huang fu giudicato per "sovversione" nell'agosto 2001 e per gli articoli 103, 105, 55 and 56 del codice penale processato a porte chiuse a Chengdu nell'agosto 2001. Fu quindi detenuto in attesa di condanna fino al 9 maggio 2003, quando fu condannato a cinque anni di prigione.
Nel 2004 Reporters Without Borders gli assegnò il suo Cyber-Freedom Prize .
Scontata la pena, il 4 giugno 2005 Huang Qi fu rilasciato. In una intervista a Radio Free Asia ha raccontato di voler far rinascere il suo vecchio sito web in memoria della cruenta repressione di Piazza Tiananmen: